# Anders Moberg
Anders C. Moberg, född 1950 i Älmhult, är en svensk affärsman.
Anders Moberg växte upp på en bondgård i trakten Älmhult och utbildade sig på handelsgymnasium, varefter han 1970 började på Ikea. Där arbetade han närmare 30 år. Han var chef för verksamheten i Schweiz och Österrike och från 1982 chef för Ikea i Frankrike. Under åren 1986-99 var han koncernchef.
Därefter arbetade han i USA 1999-2002 som chef för byggvarukedjan Home Depot:s utlandsverksamhet, vd för det nederländska detaljhandelsföretaget Royal Ahold 2003-07 och chef för butiks- och fastighetskonglomeratet Majid Al Futtaim i Dubai 2007-08. 
Anders Moberg är sedan 2009 adjungerad professor på Handelshögskolan i Köpenhamn.